# Vrelo (gmina Ub)
Vrelo (cyr. Врело) – wieś w Serbii, w okręgu kolubarskim, w gminie Ub. W 2011 roku liczyła 1503 mieszkańców.